# Mélanie Joly

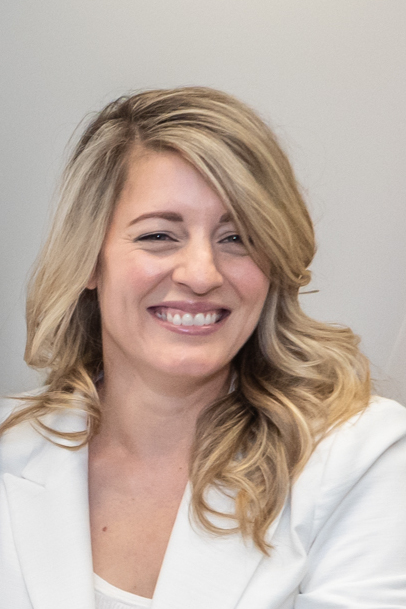
Mélanie Joly (2023)

Mélanie Joly (* 16. Januar 1979 in Montreal) ist eine kanadische Anwältin und Politikerin der Liberalen Partei, die seit 2021 als Außenministerin amtiert. Auch nach dem Regierungswechsel am 14. März 2025 hat sie dieses Amt inne. Seit 2015 ist sie Abgeordnete im kanadischen Unterhaus. Bevor sie 2021 Außenministerin wurde, hatte sie bereits mehrere Ministerposten inne, unter anderem für Tourismus, für die Amtssprachen und für das Kulturerbe. 

## Leben und Karriere
Joly schloss ihr Jurastudium an der Universität Montreal 2001 mit dem Bachelor ab und studierte im Anschluss an der Universität Oxford europäisches und vergleichendes Recht, wo sie 2003 den akademischen Grad Magister iuris erhielt. Zu Beginn ihrer beruflichen Karriere arbeitete sie in großen Anwaltskanzleien in Montreal, hauptsächlich in den Bereichen Zivil- und Handelsrecht sowie Konkurs- und Insolvenzrecht.
Bei der 2013 stattfindenden Kommunalwahl kandidierte sie für das Amt des Bürgermeisters von Montreal. Sie erhielt 26,50 % der Stimmen und lag damit hinter dem Sieger Denis Coderre auf Platz zwei. 
Im Jahr 2015 kündigte Joly ihre Kandidatur für die Nominierung der Liberalen Partei Kanadas im neuen Wahlkreis Ahuntsic-Cartierville für die Unterhauswahl 2015 an. Joly gewann den Wahlkreis mit 47,5 % der Stimmen und setzte sich damit gegen Amtsinhaberin Maria Mourani durch. Nach der Wahl wurde Joly von Premierminister Justin Trudeau zur Ministerin für das kanadische Kulturerbe ernannt. Am 28. August 2018 wechselte sie als Ministerin in das Ressort für Tourismus, Amtssprachen und Frankophonie.
Am 13. Dezember 2019 übernahm sie das Amt der Ministerin für wirtschaftliche Entwicklung und Amtssprachen. Ihre Amtszeit war geprägt von der Einführung separater regionaler Entwicklungsagenturen für Westkanada.
Am 26. Oktober 2021 trat sie im 29. Kanadischen Kabinett das Amt der kanadischen Außenministerin an. Auch nach dem Regierungswechsel hat sie unter dem neuen Premierminister Mark Carney, im 30. Kanadischen Kabinett, dieses Amt inne.